# Tibo Colson
Tibo Colson (* 12. Juli 2000 in Genk) ist ein belgischer Tennisspieler.

## Karriere
Colson spielte bis 2017 auf der ITF Junior Tour. In der Jugend-Rangliste erreichte er mit Platz 53 seine höchste Notierung. Nur für ein Grand-Slam-Turnier konnte er sich qualifizieren, die French Open 2017 im Einzel, wo er in der ersten Runde ausschied. Erfolgreich war er vor allem bei niedriger dotierten Turnieren. Im Einzel gewann er ein Turnier der dritthöchsten Kategorie Grade 2.
Wegen Knieproblemen nahm er in seinem letzten Jahr als Junior an keinen Turnieren teil. Bei den Profis spielte er erst 2021 das erste Mal im Einzel regelmäßig. Er erspielte sich erste Punkte für die Weltrangliste, aber schaffte bis Ende 2022 nie über das Viertelfinale hinauszukommen. Dann gewann er seinen ersten Titel auf der ITF Future Tour, wodurch er das Jahr auf Platz 710 abschloss.
Anfang 2023 qualifizierte er sich erstmals für ein Turnier der ATP Challenger Tour in Ottignies-Louvain-la-Neuve. Im Verlauf des Jahres gewann Colson zwei weitere Futures und verbesserte sein Ranking bis Platz 412 im Oktober des Jahres. Bei Challengers kam er noch zu keinem Matchgewinn. Sein Debüt auf der ATP Tour gab er dank einer Wildcard im Doppelfeld der European Open in Antwerpen. Zusammen mit seinem Landsmann Zizou Bergs unterlagen sie zum Auftakt Andreas Mies und Matwé Middelkoop im Match-Tie-Break.